# Mesamphisopus setosus
Mesamphisopus setosus is een pissebed uit de familie Mesamphisopidae. De wetenschappelijke naam van de soort is voor het eerst geldig gepubliceerd in 2008 door Gouws.